# Broughton (Illinois)
Broughton – wieś w Stanach Zjednoczonych, w stanie Illinois, w hrabstwie Hamilton.